# Eurylochos (Spartaner)
Eurylochos (altgriechisch Εὐρύλοχος Eurýlochos; † 426 v. Chr.) fungierte während des Peloponnesischen Kriegs als spartanischer Feldherr. Er fiel 426 v. Chr. in der Schlacht von Olpai.

## Leben
Der Spartaner Euylochos wird nur in seinem letzten Lebensjahr vom griechischen Historiker Thukydides als Feldherr seiner Heimatstadt erwähnt. Nachdem 426 v. Chr., im sechsten Jahr des Peloponnesischen Kriegs, eine Offensive des athenischen Strategen Demosthenes gegen die Aitoler gescheitert war, wurde Eurylochos im Herbst desselben Jahres als Anführer von 3.000 schwerbewaffneten Peloponnesiern auf Ersuchen der Aitoler entsandt, um im Verbund mit diesen die bedeutende westlokrische Stadt Naupaktos zu erobern. Dort hielt sich der geschlagene Demosthenes ohne ausreichende militärische Kräfte noch immer auf. Eurylochos zog seine Truppen bei Delphi zusammen, konnte von hier aus seinen Vormarsch beginnend einen Teil der Lokrer auf seine Seite ziehen, auch die seit etwa 460 v. Chr. von Athen besetzte westlokrische Ortschaft Molykreion einnehmen und wandte sich dann gegen Naupaktos. Inzwischen hatte aber Demosthenes Verstärkung durch Truppen der Akarnanier erhalten und es gelang ihm, die bedrohte Stadt vor dem feindlichen Zugriff zu schützen. Daraufhin zog Eurylochos von Naupaktos nach Westen ab und schlug sein Lager zunächst im Gebiet seiner benachbarten Verbündeten auf. Mit den Ambrakiern kam er überein, gemeinsam gegen die Amphilocher und Akarnanier vorzugehen.
Nun setzte Eurylochos sich mit seinen Truppen von Proschion aus in Bewegung, umging geschickt eine Stellung der Amphilocher und deren Alliierten, die ihn abfangen wollten, und konnte seine Vereinigung mit den Ambrakiern beim an der Ostküste des Golfs von Ambrakia gelegenen, befestigten Ort Olpai bewerkstelligen. Hier wurde er sechs Tage später von Demosthenes, der die vereinten Truppen der Athener und deren Bundesgenossen kommandierte, attackiert. Eurylochos befehligte in der sich daraus entwickelnden Feldschlacht den linken Flügel seiner Armee und sah sich dabei Demosthenes gegenüber, der auf seinem Flügel messenische und eine relativ geringe Zahl athenische Krieger anführte. Nachdem es Eurylochos gelungen war, die gegnerischen Truppen zu überflügeln, geriet er in einen vorbereiteten Hinterhalt, wurde von akarnanischen Hopliten im Rücken angegriffen und fiel. In der Folge konnte Demosthenes einen entscheidenden militärischen Sieg erringen.